# ورلد نيوز ديلي ريبورت
ورلد نيوز ديلي ريبورت (دبليو إن دي آر) موقعٌ ساخر للأخبار الزائفة يزعم أنه دورية أمريكية يهودية صهيونية مقرها تل أبيب ومتخصصة بتغطية أخبار علم الآثار الكتابي وغيرها من الأسرار المجهولة حول العالم.
يديره الكنديان جانيك موراي هول وأوليفييه ليغول، ويتبعان فيه أسلوب الصحافة الزائفة الشعبية، على غرار سابقاته، مثل ويكلي ورلد نيوز.
نشر موقع سنوبس دوت كوم تقارير تفيد بأن الموقع يأتي ببلاغات كاذبة وينشر الشائعات لاستغلال القراء السذج. ويجمع الموقع بين التزييف الديني والعلمي ونظريات المؤامرة السياسية و«جزء عشوائي من الحقيقة» لإعداد تقاريره الكاذبة.
تصف الواشنطن بوست وورلد نيوز ديلي ريبورت بأنه موقع إلكتروني «يسره اختراع مقالات عن أجانب، غالبًا من المسلمين، يمارسون الجنس مع الحيوانات أو يقتلونها».
يُخلي الموقع الإلكتروني مسؤوليته من خلال البيان التالي: «يتحمل دبليو إن دي آر كامل المسؤولية عن نوعية مقالاته الساخرة والطبيعة الخيالية لمحتواه. وإن جميع الشخصيات التي ترد في مقالات هذا الموقع، حتى تلك التي تستند إلى أشخاص حقيقيين، هي شخصيات خيالية تمامًا وأي تشابه بينها وبين أي شخص حي أو ميت أو ميت حي هو أعجوبةٌ بكل ما تعنيه الكلمة».

## تاريخ الموقع
شارك موراي هول منذ سبتمبر 2013 في إنشاء موقع باللغة الفرنسية يسمى جورنال دو موريال، هدفه محاكاة دورية جورنال دو مونتريال الحقيقية بطريقة ساخرة. طُلب من مجلة جورنال دو موريال (اسم عامي للمدينة) بالتوقف عن استخدام الشعار المشابه لدورية جورنال دو مونتريال باعتبار ذلك انتهاك للعلامة التجارية.
وقال ليغول في مقابلة معه حول الدورية إن «هدفنا الأساسي هو الاستمتاع بهذا الإصدار الإعلامي، لكن رغبتنا ما زالت تتمحور حول إيصال رسالة معينة. وهي انتقاد التهويل وأسلوب الإثارة المتبع في وسائل الإعلام».
أسس موراي هول وليغول وورلد نيوز ديلي ريبورت في نوفمبر 2013. إذ انطلقت معظم المواقع الإخبارية الزائفة بعد أن أدخل فيسبوك تغييرات كبيرة على قائمة آخر الأخبار في مارس 2013، مما سمح للأخبار الزائفة بالانتشار.

أجرت إذاعة كندا مقابلة مع أوليفييه ليغول حول جورنال دو موريال وورلد نيوز ديلي ريبورت. فسألته عما إذا كان يشعر بالقلق إزاء تصديق القراء للقصص الموجودة على الموقع الثاني. كان رد ليغول بأن الموقع هدفه تشجيع النقد الذاتي، ولكن الذنب يقع على القراء أيضًا إن أرادوا تصديق القصص الزائفة. وتابع قائلًا:
«الأشخاص الذين يأخذون الأمر على محمل الجد هم الأشخاص الذين يريدون أخذه على محمل الجد. ومن الحماقة قول هذا، لكننا... نقنع المقتنعين أساسًا. فغالبية الأشخاص الذين يشاركون هذه الأخبار يدركون أنها مزحة، وآخرون يشاركونها لأنهم يريدون تصديقها، وليس لأنهم يصدقونها حقًا... يمكن اختراع كل شيء وأي شيء وسيصدقه العامة. بصراحة، إنه أمر يبعث على الانزعاج قليلًا عند إدراكه. طالما أنك تؤكد ما يودون تصديقه، فسوف يشاركوه. وإذا كنت تعارض رأيهم، فسيعتقدون على الفور أن هذه الأخبار كاذبة. ولكن إن تماشيت مع آرائهم، فسيشاركونها على الفور. إن روح النقد لديهم منطفئة».
ادعى ليغول أن أرباح الموقع قد تراجعت منذ تخفيض غوغل لعائدات الإعلانات على مواقع الأخبار الزائفة في بداية عام 2017. فقال ليغول: «أسوأ ما في الأمر أنك تحقق 100 ألف أو 200 ألف مشاهدة للصفحة في اليوم، لكنك لا تكسب المال من ذلك». وقدرت إذاعة كندا باستخدام إحصائيات هايبستات أن «دبليو إن دي آر من شأنه أن يحقق 21,593 مشاهدة للصفحة و120,80 دولارًا في اليوم» من عائدات الإعلانات.
أخبر موراي هول بازفيد أيضًا في عام 2017 أن خطوة غوغل لخفض عائدات الإعلانات في المواقع الإخبارية الزائفة قد قلل من عائداتها بشكل كبير: «في الوقت الحالي، لا نربح أي أموال على الإطلاق، وهذا يمثل مشكلة حقيقية لذلك لا نعرف أين ستتوجه دبليو إن دي آر بعد الآن. إنه لأمر مخز، فالموقع ناجح للغاية، إذ يمكنه إثارة حركة مستخدمين كبيرة، لا يمكن أن تحلم بها معظم المواقع، من خلال منشور واحد فقط».

## ردود الفعل
أُدرجت دبليو إن دي آر عام 2015 في المرتبة التاسعة ضمن «أسوأ 9 مواقع إخبارية زائفة»، إذ صرحت جزمودو بأن «الموقع لا يبدو عازمًا على خداع القراء دومًا. لكنه، مع ذلك، ليس جيدًا بما يكفي. ليس جيدًا على الإطلاق». في وقت لاحق من ذلك العام، أدرجت ذي إندبندنت دبليو إن دي آر ضمن المواقع التي «تستخدم كلمة «أخبار» باستهتار في حين أنها تقدم أخبارًا ملفقة تمامًا».
وفي عام 2016، قال موقع سنوبس دوت كوم المتخصص بتقصي الحقائق إن دبليو إن دي آر «غالبًا ما يستفيد من القضايا السياسية أو الاجتماعية أو الدينية المثيرة للشقاق بهدف تحفيز حركة مستخدمين قائمة على السخط». ومع ذلك، في نفس العام، عرّفت شبكة إيه بي سي نيوز، دبليو إن دي آر على أنها «موقع إخباري ترفيهي ساخر»، وأعادت إصدار بيان إخلاء المسؤولية عبر الإنترنت: «يتحمل دبليو إن دي آر كامل المسؤولية عن نوعية مقالاته الساخرة والطبيعة الخيالية لمحتواه. وإن جميع الشخصيات التي ترد في مقالات هذا الموقع، حتى تلك التي تستند إلى أشخاص حقيقيين، هي شخصيات خيالية تمامًا وأي تشابه بينها وبين أي شخص حي أو ميت أو ميت حي هو أعجوبة بكل ما تعنيه الكلمة».
أيضًا في عام 2016، صنفت دورية كولومبيا جورناليزم ريفيو دبليو إن دي آر على أنه موقع للأخبار الزائفة على الرغم من وجود اسم شرعي في الظاهر. وفي نهاية العام، أشادت بازفيد بدبليو إن دي آر لإحرازه، خمس مرات، ترتيبًا ضمن 50 أفضل خبر زائف على فيسبوك.
وفي عام 2017، اعتبر موقع بوليتيفاكت المتخصص بتقصي الحقائق دبليو إن دي آر «موقعًا إخباريًا ساخرًا»، كما فعلت دورية برلنغتون كاونتي تايمز، في حين أشار موقع تورنتو ستار إلى دبليو إن دي آر كمثال على «المواقع الساخرة التي تتظاهر بأنها منابر إخبارية حقيقية».
يكشف موقع سنوبس حقيقة مقالات دبليو إن دي آر باستمرار، واصفًا إياه «بالمريب»، مع «سجل طويل من تهويل القصص وفبركتها». ووصف محتواه بأنه «استدراج للكراهية» وأن طاقمه مغرق بالهمجية.